# Coleophora basimaculella
Coleophora basimaculella é uma espécie de mariposa do gênero Coleophora pertencente à família Coleophoridae.